# Ferdinand Hart
Ferdinand Hart (* 28. Oktober 1893 in Písek; † 12. Januar 1937 in Prag, Tschechoslowakei) war ein Schauspieler tschechischer Herkunft.

## Leben
Der Gutsbesitzersohn Hart studierte nach dem Abitur Jura, ehe er im Ersten Weltkrieg zur k.u.k.-Armee eingezogen wurde. 1919 stieß er zum Theater und begann seine Bühnenlaufbahn im nordböhmischen Aussig. Im Jahr darauf ging er an das Deutsche Landestheater nach Prag, nach einer weiteren Spielzeit 1921 ans Düsseldorfer Schauspielhaus. Im Herbst 1922 fand sich Hart in Berlin ein und wurde an das Deutsche Theater verpflichtet.
Dort sah man ihn in der Folgezeit unter der Intendanz bzw. Regie Max Reinhardts als Claudius in William Shakespeares ‘Hamlet’, als Petruchio in ‘Der Widerspenstigen Zähmung‘ und als Mowbray in Berthold Viertels Inszenierung von ‘Richard III.’ sowie als von Walter in Friedrich Schillers ‘Kabale und Liebe’, als Odysseus in Heinrich von Kleists ‘Penthesilea. 1928 war Hart der Mammon in der ‘Jedermann’-Aufführung im Rahmen der Salzburger Festspiele. Ebenfalls 1928 gab ihm Reinhardt die Rolle des Bruder Lorenzo in seiner Inszenierung von ‘Romeo und Julia‘. Darüber hinaus wirkte Hart auch an anderen hauptstädtischen Spielstätten wie den Saltenburg-Bühnen, der Volksbühne und den Preußischen Staatstheatern.
Seit Ende der Stummfilmzeit trat Ferdinand Hart mit zahlreichen Nebenrollen vor die Kamera. Von den Nationalsozialisten als sog. ‘Volljude’ geächtet, erhielt Hart nach deren Machtergreifung 1933 sofort Auftrittsverbot. Seine letzte Theaterrolle spielte Ferdinand Hart im Februar 1933 am Deutschen Theater mit dem König Thoas in Goethes ‘Iphigenie auf Tauris‘. Hart kehrte noch im Frühling desselben Jahres in die Tschechoslowakei zurück. Dort setzte er seine Bühnen- und Filmarbeit fort. In Julien Duviviers Neuverfilmung der alten, jüdischen Golem-Legende spielte er 1935/36 die aus Lehm gestaltete Titelfigur. Sein Filmpartner war der bedeutende französische Charakterstar Harry Baur. Hart starb infolge einer Herzthrombose, die er sich im Dezember 1936 zugezogen hatte.

## Privates
Ferdinand Hart war in erster Ehe von 1925 bis 1928 mit der Schauspielerin Renée Stobrawa verheiratet. Am 1. September 1928 heiratete er die Frankfurterin Edith Krieckler. Die Ehe wurde im Herbst 1935 geschieden, Edith Hart war in der Zwischenzeit wieder nach Deutschland zurückgekehrt.

## Filmografie (Auswahl)
- 1923: Die Magyarenfürstin
- 1926: Die Königin des Weltbades
- 1927: Die Bräutigame der Babette Bomberling
- 1927: Gustav Mond … Du gehst so stille
- 1928: Vom Täter fehlt jede Spur
- 1929: Der Leutnant Ihrer Majestät
- 1929: Das grüne Monokel
- 1930: Die letzte Kompagnie
- 1930: Die Warschauer Zitadelle
- 1930: Dreyfus
- 1930: Das Flötenkonzert von Sans-souci
- 1930: 1914, die letzten Tage vor dem Weltbrand
- 1931: Danton
- 1931: … und das ist die Hauptsache!?
- 1931: Panik in Chicago
- 1931: Im Geheimdienst
- 1931: Luise, Königin von Preußen
- 1932: Der Geheimagent
- 1932: Ein toller Einfall
- 1932: Das schöne Abenteuer
- 1932: Die elf Schill’schen Offiziere
- 1932: Unheimliche Geschichten
- 1932: Gehetzte Menschen
- 1933: Die Blume von Hawaii
- 1933: Das Glück von Grinzing
- 1933: Štvaní lidé
- 1933: Zivot je pes
- 1934: Mazlíèek
- 1934: Hej rup
- 1935: První polibeni
- 1935: Jana
- 1935: At zije neboztik
- 1935: Milan Rastislav Štefánik
- 1936: Le golem
- 1936: Jízdní hlídka

## Theater
- 1922: August Strindberg: Der Vater (Soldat Nöjd) – Regie: Felix Hollaender (Deutsches Theater Berlin)
- 1922: Frank Wedekind: Simson oder Scham und Eifersucht (Basan) – Regie: Richard Révy (Deutsches Theater Berlin)
- 1922: August Strindberg: Luther. Die Nachtigall von Wittenberg (Hans Sachs) – Regie: Richard Révy (Schauspielhaus am Gendarmenmarkt Berlin)
- 1923: Heinrich von Kleist: Penthesilea (Odysseus) – Regie: Richard Révy (Deutsches Theater Berlin)
- 1923: Gerhart Hauptmann: Kaiser Karls Geisel – Regie: Felix Hollaender (Deutsches Theater Berlin)
- 1923: August Strindberg: Die große Landstraße (Jäger) – Regie: Fritz Peter Buch (Schauspielhaus Frankfurt am Main)
- 1924: Arnolt Bronnen: Anarchie in Sillian – Regie: Richard Weichert (Schauspielhaus Frankfurt am Main)
- 1924: Euripides: Medea (Jason) – Regie: Johannes Tralow (Schauspielhaus Frankfurt am Main)
- 1925: George Bernard Shaw: Kapitän Brassbounds Bekehrung (Kapitän Brassbound) – Regie: Friedrich Neubauer (Schiller Theater Berlin)
- 1925: Arthur Schnitzler: Weihnachtseinkäufe – Regie: ? (Schauspielhaus am Gendarmenmarkt Berlin)
- 1925: George Bernard Shaw: Die große Katharina – Regie: Jürgen Fehling (Schauspielhaus am Gendarmenmarkt Berlin)
- 1926: Ralph Benatzky: Im weißen Rößl – Regie: Jürgen Fehling (Schauspielhaus am Gendarmenmarkt Berlin)
- 1926: Heinrich von Kleist: Amphitryon (Amphitryon) – Regie: Leopold Jessner (Schauspielhaus am Gendarmenmarkt Berlin)
- 1926: Friedrich Hebbel: Herodes und Marianne (Sameas) – Regie: Leopold Jessner (Schauspielhaus am Gendarmenmarkt Berlin)
- 1927: William Shakespeare: König Heinrich IV. (Glendower) – Regie: Karlheinz Martin (Lessingtheater Berlin)
- 1927: Carl Zuckmayer: Schinderhannes – Regie: ? (Lessingtheater Berlin)
- 1928: Hermann Ungar: Der rote General – Regie: Erich Engel (Theater in der Königsgrätzer Straße Berlin)
- 1928: William Shakespeare: Macbeth (Macduff) – Regie: Leo Reuss (Volksbühne Theater am Bülowplatz Berlin)
- 1928: William Shakespeare: Romeo und Julia (Beichtvater) – Regie: Max Reinhardt (Berliner Theater)
- 1928: Gerhart Hauptmann: Rose Bernd (Christoph Flamm) – Regie: Karlheinz Martin (Lessingtheater Berlin)
- 1929: Alfred Wolfenstein: Die Nacht vor dem Beil (Mörder) _ Regie: Traugott Müller (Theater am Nollendorfplatz Berlin)
- 1929: William Shakespeare: Ein Sommernachtstraum – Regie: Gustav Hartung (Heidelberger Schlossfestspiele)
- 1929: Gerhart Hauptmann: Florian Geyer – Regie: Rudolf Rittner (Heidelberger Schlossfestspiele)
- 1929: Gerhart Hauptmann: Der arme Heinrich (Ottacker) – Regie: Joachim von Ostau (Deutsches Volkstheater Berlin)
- 1930: Alfred Savoir: Er – Regie: Eugen Robert (Tribüne Berlin)
- 1930: Erich Ebermayer: Kaspar Hauser – Regie: Heinz Goldberg (Deutsches Volkstheater Berlin)
- 1930: Johann Wolfgang von Goethe: Götz von Berlichingen – Regie: Ernst Legal (Schauspielhaus am Gendarmenmarkt Berlin)
- 1932: Julius Hay: Gott, Kaiser und Bauer (Ziska) – Regie: Karlheinz Martin (Deutsches Theater Berlin)
- 1932: George Bernard Shaw: Androklus und der Löwe – Regie: Karlheinz Martin (Volksbühne Theater am Bülowplatz Berlin)
- 1933: Jaromír Weinberger: Frühlingsstürme (Oberst Baltischew) – Regie: Heinz Saltenburg (Theater im Admiralspalast Berlin)
- 1933: Richard Huelsenbeck, Günther Weisenborn: Warum lacht Frau Balsam? (Abel) – Regie: Moritz Seeler (Deutsches Künstlertheater)